# Прапор Каталонії

Прапор Каталонії.

Сань́єра (кат. senyera, «сигнальний прапор») — прапор, створений на основі гербу Королівства Арагону. Складається з чотирьох горизонтальних смуг на золотавому тлі.
Герб Арагону часто називається арагонські смуги. Вони послужили мотивом для символів чотирьох іспанських автономних областей — Каталонії, Арагону, Балеарських островів та Валенсії, а також сотень гербів та прапорів адміністративних одиниць, які розташовані у цих областях.
Каталанською цей прапор часто називають «senyal reial», тобто «королівський прапор». Арагонською він називається «o siñal d'Aragón» — «прапор Арагону».

## Походження та історія

Прапор Ватикану до 1808 р.

Саньєра — один з найстаріших прапорів Європи, однак у його вжитку були перерви. Арагонська енциклопедія стверджує, що вперше символ чотирьох смуг з'явився на печатці арагонського короля Альфонса ІІ Арагонського у 1159 р.
Арагонська енциклопедія також стверджує, що сумнівними є твердження, що цей символ з'явився раніше, за часи графа Барселони Рамона Баранґе IV у 1150 р..
Прапор Пано да Кункеста, який був вивішений маврами на одній з веж Валенсії у 1238 р., коли вони здалися арагонському королю Якову І Завойовнику, є першим свідченням використання чотирьох смуг на прапорі, щоправда тло цього прапора було білим, а не жовтим, як на сьогоднішній саньєрі.
Легенда XIV ст. стверджувала, що прапор з'явився у IX ст., коли Карл Лисий на золотавому щиті Вільфреда Волохатого накреслив чотири смуги кров'ю самого Вільфреда перед його смертю (Карл обмакнув свої пальці у рани Вільфреда, які той отримав під час осаду Барселони Лобо ібн Мухаммедом, маврським губернатором Лєйди). Легенда стверджувала, що це сталося у 897 р. Легенда була дуже популярною у XIX ст. у часи каталонського відродження (кат. Renaixença). Сьогодні визнається, що це лише легенда, адже Карл Лисий помер за 20 років до цих подій, у 877 р.
Жанаралітат стверджує, що символ з'явився у XI або XII ст. на емблемі барселонських графів — там смуги були розташовані вертикально, тоді як на прапорі їхнє розташування горизонтальне.
Інша версія стверджує, що Арагонське королівство використало для своїх символів кольори Ватикану, символізуючи підкорення Барселонського графства Папі Римському. Цей старий прапор досі можна побачити у Римі на Капітолійському пагорбі біля Римського Форуму. І хоча Ватикан змінив свої кольори у 1808 р. на жовтий і білий, місто Рим зберегло саме жовтий (золотий) та червоний.
Геральдичний опис гербу — «золото, чотири смуги кольору кіновару».

## Прапори на основі Саньєри
Прапори територій

Арагон
Балеарські острови
Барселона
Каталонія
Прованс — Альпи — Лазурний Берег
Русільйон
Автономна область Валенсія та м. Валенсія

Історичні прапори

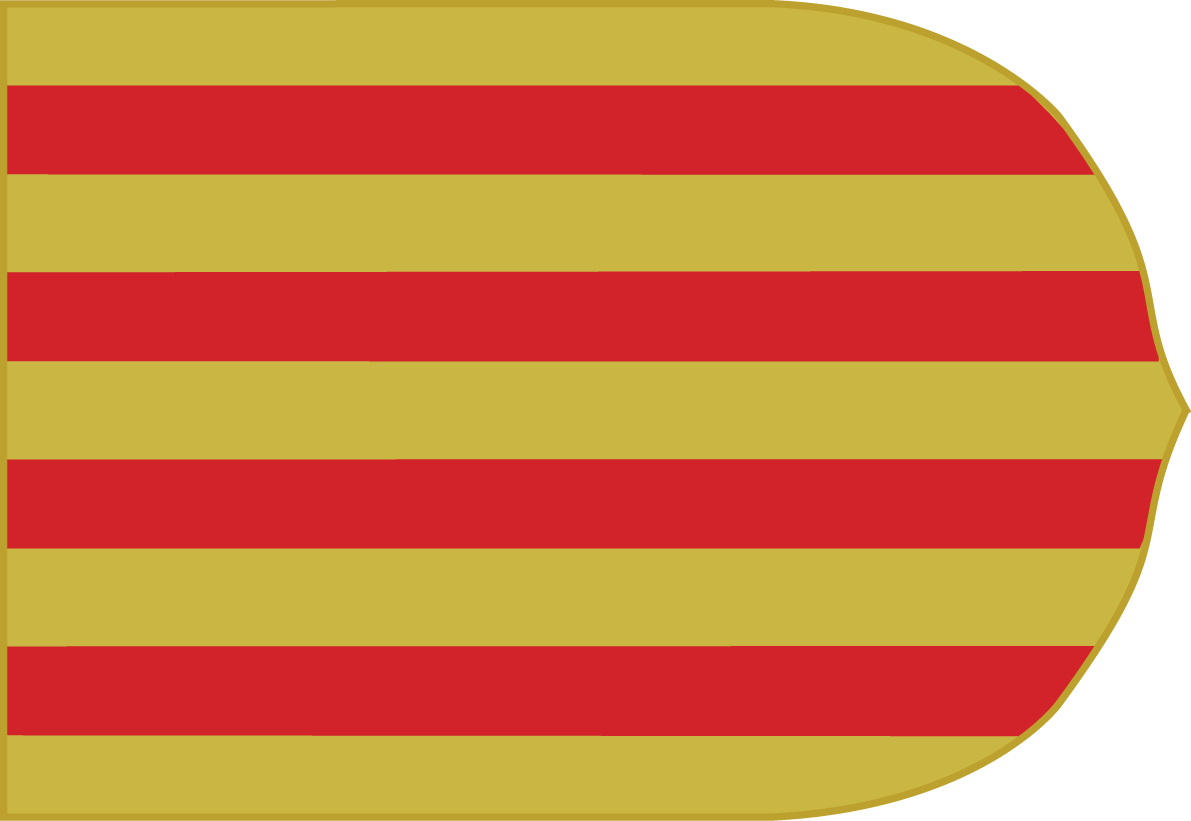
Арагонське королівство
Пан́о да ла Кунќеста (кат. Penó de la Conquesta) — прапор, що символізував перехід Валенсії від маврів до Якова
Валенсійський прапор з 1979 р. до 1980 р.

Політичні прапори

Астрал́аза араґун́еза (кат. Estrelada aragonesa) — арагонський націоналістичний прапор
Астал́аза бл́аба (кат. Estelada blava), синя «асталаза» — каталонський націоналістичний прапор
Астал́аза р́ожа (кат. Estelada roja), червона «асталаза» —  прапор соціалістичного руху Каталонії
Націоналістичний валенсійський прапор

## Довідкова інформація
1. ↑  Palos de Aragón. Велика арагонська енциклопедія. 2003 р. Архів оригіналу за 29 липня 2012. Процитовано 24-04-2008.
2. ↑  Національні символи [Архівовано 21 квітня 2008 у Wayback Machine.] на сайті Жанаралітату Каталонії